# Зони (Чечня)
Зони (рос. Зоны) — село у Шатойському районі Чечні Російської Федерації.
Населення становить 426 осіб. Входить до складу муніципального утворення Зонинське сільське поселення.

## Історія
Згідно із законом від 20 лютого 2009 року органом місцевого самоврядування є Зонинське сільське поселення.

## Населення
| 1990 | 2002 | 2010 | 2012 | 2013 | 2014 | 2015 |
| ---- | ---- | ---- | ---- | ---- | ---- | ---- |
| 580  | ↘254 | ↗352 | ↗631 | ↘381 | ↗392 | ↗393 |
| 2016 | 2017 | 2018 | 2019 |      |      |      |
| ↗400 | ↗411 | ↗414 | ↗426 |      |      |      |